# Ленцевич Дмитро Вальдомарович
Дмитро Вальдомарович Ленцевич (біл. Зьміцер Лянцэвіч, нар. 20 червня 1983, Мінськ) — білоруський футболіст, захисник празького «Богеміанс».
Також відомий виступами за клуби «Динамо» (Мінськ) та «Торпедо» (Москва), національну збірну Білорусі.

## Клубна кар'єра
Народився 20 червня 1983 року в місті Мінську. Вихованець футбольної школи РУОР (Мінськ). Дорослу футбольну кар'єру розпочав 1999 року в основній команді того ж клубу, в якій провів два сезони. 
Своєю грою за цю команду привернув увагу представників тренерського штабу клубу «Динамо» (Мінськ), до складу якого приєднався 2002 року. Відіграв за мінських «динамівців» наступні чотири сезони своєї ігрової кар'єри.
2006 року уклав контракт з клубом «Торпедо» (Москва), у складі якого провів наступний рік своєї кар'єри гравця.  Більшість часу, проведеного у складі московського «Торпедо», був основним гравцем захисту команди.
Другу половину 2007 року перебував у розпорядженні клубу «Дніпро» (Дніпропетровськ). До основної команди «Дніпра» не пробився і, провівши лише 9 матчів у першості дублерів, залишив Дніпропетровськ.
Протягом 2008—2010 років захищав кольори команди клубу «Богеміанс» (Прага).
З 2010 року один сезон відіграв на умовах оренди за «Динамо» (Чеські Будейовиці). 
До складу клубу «Богеміанс» (Прага) приєднався 2011 року.

## Виступи за збірну
2004 року дебютував в офіційних матчах у складі національної збірної Білорусі. Наразі провів у формі головної команди країни 15 матчів.

## Досягнення
- Чемпіон Білорусі: 2004